# 下城愛
下城 愛 （しもじょう あい、1997年〈平成9年〉1月3日 - ）は、日本の女優、モデル。
シュルー所属。熊本県　熊本市出身。

## 来歴
熊本大学医学部保健学科看護学専攻卒業。在学中の2015年にはミス熊大コンテストに出場し、グランプリを獲得する。熊本で看護師として勤務し、その後上京。
特技はクラシックバレエ、ジャズダンス。
看護師免許、普通自動車免許を持つ。

## 出演

### 映画
- 短編映画「カジュアル☆タイムマシーン」（2023年、監督：小林でび） - ナンシー役
- オムニバス映画「おまめ映画菜」 - ゆうばり国際ファンタスティック映画祭2023上映
- かげやましゅう映画大会　上映

### TV・ドラマ
- NHK Eテレ「デザインあneo」デザインの観察【カエル】（2023/7 OA）
- 九州朝日放送「バラエティのB」＜歴代ミスキャンパスが今どうなっているのか？大調査！＞（2022/11/2 OA）
- 関西テレビ「マウンテンドクター」レギュラー　看護師役 (2024/7-8 OA）[1]
- 秘密〜THE TOP SECRET〜 第7話・第8話（2025年3月10日・17日、関西テレビ・フジテレビ） - 看護師 役[2]

### 配信ドラマ
- パンドラの果実〜科学犯罪捜査ファイル〜 Season3 第1話（2024年6月16日、Hulu） - 横山まゆ 役[3]

### CM・広告
- 積水ハウス 住まいの参観日「つながる想い」篇 TVCM（2024）
- 静銀ティーエム証券「つのる想いを、確かな一歩に。」篇 TVCM（2024）
- JCB QUICPay「クイックな人、増えています」篇 TVCM（2023）
- Smart Code「いつもの決済、いろんな場所で」篇 TVCM（2023）
- LOTO7 TVCM 数選宝くじ「刺激的な男」篇「雨に日」篇（2023）
- 三菱地所　企業CM（2022）
- マンパワーグループ 企業広告「歌よ届け」篇/「歌よ響け」篇 TVCM（2022）
- アイリスオーヤマ ドラム式洗濯乾燥機「洗濯ぎらいの、キレイ好き」篇（2022）
- BRAUN「シルクエキスパート」（2022）
- NTTドコモ「ドコモビジネス」GRA・web（2022）
- FUTURE VISION 2030-2040 NHKイベント用映像（2022）
- IHI TVCM「大空と大地の中で」／時代の声に応え続ける技術篇（2022）
- ティップネス「FASTGYM24」web・GRA（2022）
- 第一三共 企業 スチール（2022）
- OWNDAYS ＋　ブランドビジュアル（2022）
- 新潟県「 コシヒカリ啓蒙プロジェクト」（2022）
- CCJC コカコーラ web（2021）
- アクサ生命保険 企業CM（2021）

### MV
- 有馬元気 「not end」
- 美炎-BIEN-「口呼吸」
- SOMETIME’S「Clown」道化師役

### ショー・イベント
- MACHIKADO COLLECTION
- ナチュラグラッセ web PRイベント

### その他
- 集英社「HAPPY PLUS store」